# Straffe Zügel 75
Straffe Zügel 75 war ein deutsch-US-amerikanisches FTX-Militärmanöver in Niedersachsen, welches im Herbst 1975 stattfand und an dem insgesamt 13.800 NATO-Soldaten teilnahmen.

## Truppengliederung
Die Übungstruppe ROT setzte sich wie folgt zusammen:
- 1. Panzergrenadierdivision[3], Hannover
  - Panzerbrigade 2, Braunschweig
  - Panzerbrigade 3, Nienburg/Weser

Die REFORGER-Truppen von BLAU gliederte sich wie folgt:
- 3rd US-Armored Cavalry Regiment, Fort Bliss, Texas
- 36th Marine Amphibious Unit (36th MAU), Norfolk, Virginia (1.800 Soldaten)
- Teile des 3rd US-Armored Cavalry Regiment (1.700 Soldaten)

## Umfang
Die Divisionsgefechtsübung Straffe Zügel 75 fand vom 12. bis 17. Oktober 1975 im Raum Nienburg/Weser, Celle, Bergen und Verden statt. Straffe Zügel 75 war in die Manöverreihe „Autumn Forge“ eingebunden. An der Übung waren 12.000 Bundeswehrsoldaten und 1.800 US-Marines beteiligt.

## Ablauf
Vor Übungsbeginn landeten 1.800 Mann der US-Marines mit Landungsschiffen in Bremerhaven. Die 36th MAU wurde von Norfolk mit dem Hubschrauberträger Guadalcanal in das Operationsgebiet der Heeresgruppe NORTHAG verlegt. Damit betrat erstmals wieder eine US-Marineinfanterie-Einheit nach dem Ersten Weltkrieg europäischen Boden. Dies ging auf eine Maßnahme von General Haig zurück. Die Operationen des „Aggressors“ ROT begannen mit einem Angriff der Panzerbrigade 3 und dem verstärkten Panzeraufklärungsbataillon 1 aus östlicher Richtung gegen Verbände BLAU entlang einer Verzögerungslinie auf der Höhe Wolfsburg – Wittingen. Einbrüche ROT ereigneten sich südlich von Wittingen und bei Gifhorn. Dadurch wurden die verteidigenden Bände BLAU weiter nach Westen abgedrängt. Danach setzte ROT seine Angriffsbewegung bis Otze fort, bis BLAU seinen Gegenangriff begann.